# Чернобиљска молитва
Чернобиљска молитва: хроника будућности (рус. Чернобыльская молитва) је роман из 1997. године Свјетлане Александровне Алексијевич (блр. Святлана Аляксандраўна Алексіевіч), савремене белоруске новинарке и књижевнице, добитнице Нобелове награде за књижевност 2015. године. Српско издање објавила је издавачка кућа Лагуна 2016. године у преводу Енисе Успенски.
Књига је првобитно објављена 1997, а потом је измењена 2013, као четврта књига у низу уметничко-документарног серијала у оквиру пројекта „Гласови утопије“, на којем Светлана Алексијевич ради од 1985. године.

## О аутору
Свјетлана Александровна Алексијевич (1948, Станислав, Украјина), совјетска је и белоруска књижевница, новинарка и сценариста документарних филмова. Сем романа написала је двадесетак сценарија за документарне филмове и три драме. Пише на руском језику.

## О књизи
Књига Чернобиљска молитва је потресна исповест о чернобиљској катастрофи, сведочанство о великој несрећи, књижевно дело библијског тона, након које су обични људи ипак нашли речи мудрости, самилости и утехе.
Ауторка је у књизи забележила исповести људи који су живели или живе у близини атомске електране Чернобиљ. Фабула романа је заснована на стварној катастрофи. Поднаслов романа гласи „Хроника будућности“ из ког проистиче и једна од идеја романа је да у свету после Чернобиља, будућности нема.
Књига доноси око стотину различитих исказа о догађају у Чернобиљу, написана из угла жртава и сведока. Главни јунаци књиге, несвакидашње документаристичке прозе, су и жртве и спасиоци, и деца и војници и житељи аветињске озрачене области ограђене таблама упозорења, и научници, психолози, лекари, преживели, евакуисани и повратници. Сви они заједну говоре речи које се стапају у једну, јединствену Чернобиљску молитву за пострадале и оне који ће још дуго сносити тешке последици, а које је ауторка преточила у књигу.
Јунаци који су приказани у роману су разнолики, од припростих сељана, до религиозних фанатика, преко физичара, психолога, новинара, фотографа, војника, научника, учитељица, писаца, повратника у Чернобиљ, бивших и загрижених комуниста, па све до политичара. Ту су и они који су највише пострадали – ликвидатори (ватрогасци на реактору) и њихове породице. Сви ти ликови којима ауторка даје реч покушавају да дигну глас и да кроз причу преживе трагедију и искажу своју истину.
Речи Светлана Алексијевич које илуструју катастофу у Чернобиљу: 
| „ | Десет од 15 мојих пријатеља из детињства из Минска су преминули од рака. Чернобиљ убија. | ” |

| „ | Више од свега у Чернобиљу се памти живот 'после свега': ствари без човека, пејзажи без човека. Пут у нигде, далеководи у нигде... Мени се понекад чинило да пишем о будућности. | ” |

## Историјска белешка
Ауторка у одељку "Историјска белешка" са којим започиње књигу износи исечак из Народних новина које се објављене 27. априла 1996, у коме стоји:
Белорусија... За свет ми смо terra incognita – непозната, неистражена земља. ’Бела Русија’ – тако је отприлике на енглеском језику име наше земље. За Чернобиљ сви знају, али само у вези са Украјином и Русијом. Ми тек треба да испричамо о себи...
Даље у тексу даје податак о самој катастофи:
Дана 26. априла 1986. г. у 1 сат 23 минута и 58 секунди серија експлозија разорила је реактор и постројење четвртог енергет ског блокаЧернобиљске нуклеарне електране, смеште не у близини белоруске границе. Чернобиљска катастрофа је нај ве    ћа технолошка катастрофа XX века.

## Награде
- (2005) - Енглески превод књиге је добио Националну награду круга књижевних критичара.[1]